# Der Schneider von Panama (Film)
Der Schneider von Panama (Originaltitel: The Tailor of Panama) ist eine irisch-US-amerikanische Agenten-Komödie aus dem Jahr 2001, die auf dem gleichnamigen Roman von John le Carré basiert, welcher von Graham Greenes Roman Unser Mann in Havanna inspiriert ist. Regie führte John Boorman, der gemeinsam mit John le Carré und Andrew Davies auch das Drehbuch verfasste. Die Hauptrollen spielten Pierce Brosnan und Geoffrey Rush.

## Handlung
Der Film beginnt mit der Strafversetzung des britischen MI6-Spions Andrew Osnard an die britische Botschaft in Panama, da an seinem letzten Einsatzort seine Affäre mit der Geliebten des Außenministers bekannt geworden war. Dort soll er herausfinden, ob der kurz zuvor von den USA an Panama übergebene Kanal nun in falsche Hände geraten könnte.
In Panama sucht er sich gezielt den Schneider Harry Pendel als örtlichen Kontakt aus. Der Schneider hat eine kleinkriminelle Vergangenheit, aber auch Beziehungen zur panamaischen Politik und Unterwelt. Seine Frau Louisa arbeitet zudem für den Chef der Panamakanal-Verwaltung. Louisa kennt im Gegensatz zu Andrew nicht die Wahrheit über Harrys Vergangenheit, womit Andrew wiederum Harry erpresst und ihn so für seine Absichten zwangsverpflichtet.
Über die Beziehungen des Schneiders will Andrew an Regierungsgeheimnisse kommen, die einen möglichen Verkauf des Panama-Kanals an ausländische Investoren betreffen. Durch die Erpressung gezwungen, aber auch von der Aufmerksamkeit des vermeintlich weltläufigen Agenten geschmeichelt, erfindet Harry immer mehr angebliche Politik- und Regierungsgeheimnisse, die von Andrew, der einen Erfolg braucht, als Fakten an seine Vorgesetzten weitergegeben werden. Andrew bauscht zudem diese vermeintlichen Fakten gegenüber dem Botschafter und seinen Vorgesetzten in London auf und beginnt eine Affäre mit einer Botschaftsbeamtin.
Harry erfindet unter anderem eine geheime Oppositionsbewegung, die kurz davor stehe, einen Putsch durchzuführen. Als Anführer dieser sogenannten „Stillen Opposition“ benennt Harry seinen Kumpel Mickie Abraxas, einen Alkoholiker, und seine Assistentin Marta, die beide unter dem früheren diktatorischen Noriega-Regime zu leiden hatten. Andrew besorgt sich daraufhin über seinen Vorgesetzten 15 Millionen US-Dollar von der US-Regierung, um damit vorgeblich die Putschisten unterstützen zu können, wobei die Putschisten laut Harry 10 Millionen verlangen.
Mittlerweile hat sich durch die Putschgerüchte die politische Situation in Panama verschärft, auch da der angebliche Putschistenführer Suizid begangen hat, was durch die britischen und amerikanischen Behörden gleich als Regierungsmord angenommen wird. Die USA greifen daraufhin militärisch ein, und die Ausländer versuchen, das Land zu verlassen. Im einsetzenden Chaos gelingt es Andrew, mit dem größten Teil der 15 Millionen Dollar zu fliehen, nachdem er u. a. Schmiergelder an den britischen Botschafter gezahlt hat. Louisa entschärft derweil die von Harry entzündete und eskalierende Politikfarce, indem sie mit Hilfe ihres Chefs Zugang zum Präsidenten findet, der wiederum die politische und militärische Lage mit dem US-Präsidenten klärt. Harry beichtet Louisa schließlich seine Vergangenheit und seine Motive für die Lügen, und die beiden nehmen mit ihren Kindern wieder ihr Alltagsleben auf.

## Rezeption

### Einspielergebnis
Der Film, dessen Produktionskosten auf 21 Millionen US-Dollar geschätzt werden, feierte seine Premiere am 11. Februar 2001 bei den 51. Internationalen Filmfestspielen Berlin. Am 30. März 2001 kam er in die nordamerikanischen Kinos, wo er bis Juli 2001 über 13,7 Millionen US-Dollar einspielte. Am 26. April 2001 startete er in den deutschen Kinos, wo er 193.350 mal gesehen wurde. In Österreich, wo der Film ebenfalls am 26. April 2001 anlief, wurde er 19.659 mal gesehen. In der deutschsprachigen Schweiz war der Kinostart am 3. Mai 2001; in der Schweiz wurde er 77.489 mal gesehen. Weltweit konnte der Film rund 28 Millionen US-Dollar einspielen.

### Kritiken
Der Großteil der Kritiker nahm Der Schneider von Panama positiv auf. Geschrieben wurde beispielsweise, er sei anspruchsvolle, fein-erwachsene Unterhaltung.
James Berardinelli schrieb auf ReelViews: „Dieser handlungsbetonte Spielfilm sorgt dafür, dass das Publikum mitdenkt und nicht nur passiv dasitzt und zusieht.“
Roger Ebert meinte in der Chicago Sun-Times vom 30. März 2001: „Hat eine Menge ironischen, verdrehten Humor“ („It has a lot of wry, twisted humor“).
Das Lexikon des internationalen Films schrieb: „So gegensätzlich wie die beiden Männer, die er porträtiert, sind die narrativen Taktiken, die Regisseur John Boorman in seinen Film integriert: Zugleich als weltpolitische Farce und intimes Drama angelegt, gelingt ihm ein delikater Balanceakt zwischen scharfer Satire und leiser Anteilnahme, der von hervorragenden Darstellern geprägt ist.“

### Auszeichnung
Der Film war auf der Berlinale 2001 im Wettbewerb um den Goldenen Bären vertreten, musste sich aber wie etwa auch Steven Soderberghs Traffic – Macht des Kartells und Lasse Hallströms Chocolat – Ein kleiner Biss genügt dem französischen Erotikdrama Intimacy geschlagen geben.